# Картофель в мундире
Картофель в мундире — картофель, подвергшийся для своего приготовления термической обработке целиком, без очистки от кожуры.
Горячий картофель в мундире подаётся в качестве гарнира к рыбе или мясу и очищается от кожуры руками за столом. Также существуют специальные вилки для очистки картофеля. Тщательно промытый молодой картофель, сваренный в мундире, едят вместе с кожурой.
Сваренный в мундире картофель очищается значительно быстрее, если его сразу же после варки обдать холодной водой. Очищенный от кожуры отварной картофель является ингредиентом различных холодных закусок и салатов, в частности, салата оливье, сельди под шубой.